# Chałmurat Ibragimow
Chałmurat Ibragimow (kirg. Халмурат Ибрагимов; ur. 1998) – kirgiski zapaśnik walczący w stylu klasycznym. Piąty w indywidualnym Pucharze Świata w 2020, a także w drużynowym w 2022. Drugi na mistrzostwach Azji juniorów w 2018 roku.